# Danny Hesp
Danny Petrus Hesp (* 19. října 1969, Amsterdam, Nizozemsko) je bývalý nizozemský fotbalový obránce. Hrál na postu stopera (středního obránce).
Jeho starším bratrem je Ruud Hesp, rovněž bývalý fotbalista, společně si zahráli v Roda JC Kerkrade v sezóně 1994/95.

## Klubová kariéra
V Nizozemsku hrál za kluby AFC Ajax, SC Heerenveen, TOP Oss, Roda JC Kerkrade, AZ Alkmaar, NEC Nijmegen a RBC Roosendaal.